# Neu-Brohna

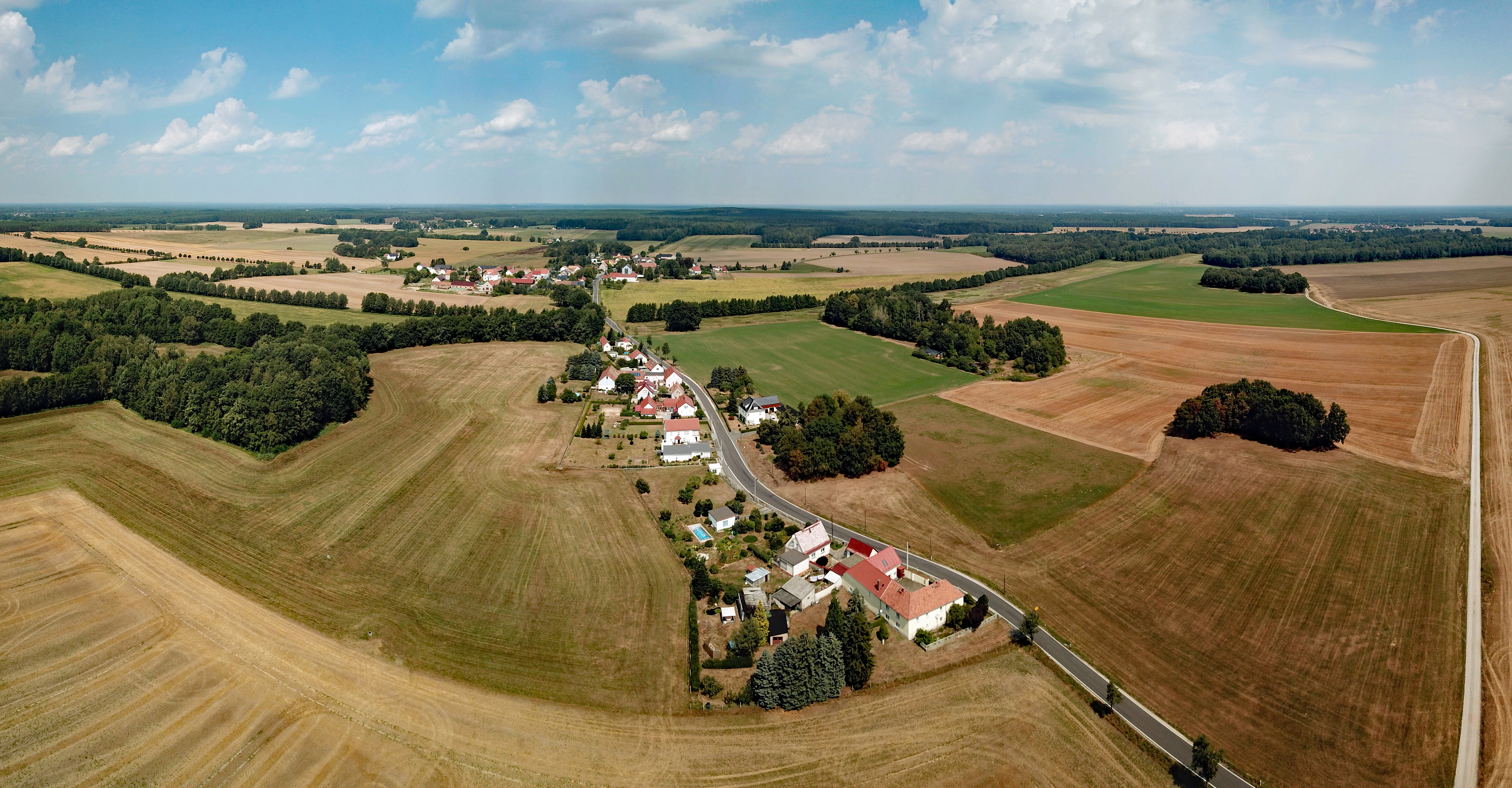
Luftbildpanorama

Neu-Brohna, obersorbisch Nowe Bronjoⓘ, ist ein Dorf im Nordosten des sächsischen Landkreises Bautzen. Es zählt zum offiziellen sorbischen Siedlungsgebiet in der Oberlausitz und gehört zur Gemeinde Radibor.